# Кулура
Кулура или Колура (на гръцки: Κουλούρα) е село в Република Гърция, дем Бер, област Централна Македония.

## География
Селото е разположено в областта Урумлък (Румлуки), на 12 m надморска височина, на осем километра източно от Бер (Верия). Край селото в Бистрица (Алиакмонас) се влива каналът, образуван от сливането на Вода и Мъгленица.

## История

### В Османската империя
В XIX век Кулура е село в Османската империя. Александър Синве („Les Grecs de l’Empire Ottoman. Etude Statistique et Ethnographique“) в 1878 година пише, че в Кулура (Couloura), Камбанийска епархия, живеят 390 гърци. Според Васил Кънчов („Македония. Етнография и статистика“) в 1900 година Колура (Кулкра) е село в Берска каза и в него живеят 250 гърци християни.
По данни на секретаря на Българската екзархия Димитър Мишев („La Macédoine et sa Population Chrétienne“) в 1905 година в Колура Кулура (Koloura Koulura) живеят 250 гърци.

### В Гърция
През Балканската война в 1912 година в селото влизат гръцки части и след Междусъюзническата в 1913 година Кулура остава в Гърция.
След Първата световна война в 1922 година в селото са заселени малко гърци бежанци. В 1928 година Кулура е смесено местно-бежанско селище с 2 бежански семейства и 5 жители бежанци. Според други данни бежанците са 14.
Землището на селото е много плодородно, тъй като се напоява от системата за напояване изградена през 30-те години. Основното производство е пшеница, памук и захарно цвекло.
| Име    | Име     | Ново име  | Ново име  | Описание                  |
| ------ | ------- | --------- | --------- | ------------------------- |
| Семби  | Σέμπι   | Темпи     | Τέμπη     | местност на Ю от Кулура   |
| Садина | Σαντινα | Палиохори | Παλιοχώρι | бивше село на Ю от Кулура |
| Каляни | Κάλιανη | Калони    | Καλονή    | местност на ССЗ от Кулура |

| Година    | 1913 | 1920 | 1928 | 1940 | 1951 | 1961 | 1971 | 1981 | 1991 | 2001 | 2011 | 2021 |
| --------- | ---- | ---- | ---- | ---- | ---- | ---- | ---- | ---- | ---- | ---- | ---- | ---- |
| Население | 265  | 318  | 410  | 661  | 712  | 883  | 805  | 1035 | 928  | 1089 | 992  | 941  |

### Личности
- Атанасиос Акриву Акривопулос (Αθανάσιος Ακριβόπουλος του Ακρίβου, 1887 – ?), гръцки андартски деец, четник между 1907 и 1908 година при Василиос Ставропулос[9][10]